# Ver Sacrum (revista)
Ver Sacrum fue una revista editada en Viena entre 1898 y 1903, vinculada a la Secesión vienesa.

## Descripción
Su título haría referencia a primavera sagrada, en latín, a través de un poema de Ludwig Uhland. Fue el órgano oficial de la Vereinigung Bildender Künstler Österreichs (asociación de artistas visuales austriacos) que agrupó a los miembros de la Secesión vienesa. Habría estado destinada a circular solo entre los miembros de la asociación.
La revista declinó tras la marcha sus fundadores: Gustav Klimt, Koloman Moser y Josef Hoffmann.

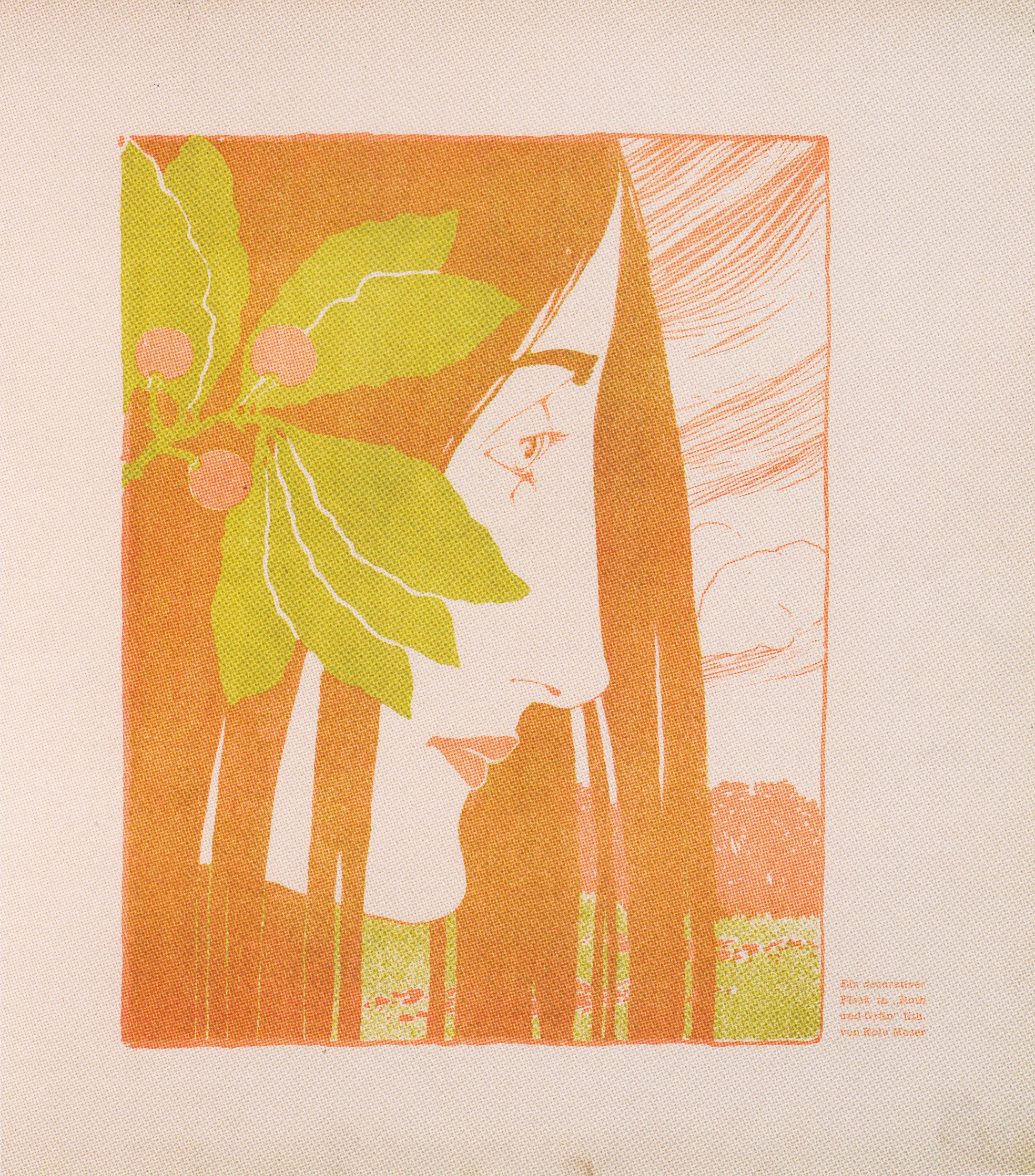
Ilustración de Koloman Moser

Las palabras Ver Sacrum también aparecen inscritas en el lado izquierdo del Pabellón de la Secesión de Viena como homenaje a la Antigüedad: hacen referencia a un rito por el cual cada cierto número de años, pro primavera, se expulsaba a los jóvenes de la ciudad o tribu a fin de que fundaran una nueva. Este rito tenía carácter marcial, ya que la creación de una nueva patria implicaba siempre algunas batallas.

## Historia
Como muchas otras revistas de principios del siglo XX, Ver Sacrum tenía como objetivo dar a conocer nuevos estilos artísticos, usando para ello abundantes ilustraciones; en concreto se caracterizaba por su estilo angular y por el constante trasiego de colaboradores. 
El primer número, publicado en enero de 1898, contenía textos de Hermann Bahr, Alfred Roller y Max Burckhard. Otros colaboradores serían Rilke, Maeterlinck y Verhaeren.

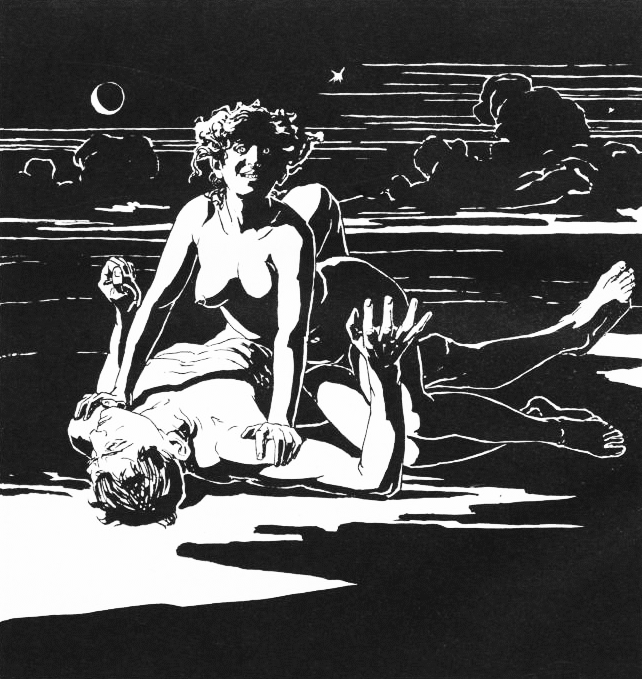
Vampir, de Ernst Stöhr, ilustración publicada en la revista en 1899

El simbolismo de la portada fue idea del redactor jefe Alfred Roller: las raíces de un árbol en flor, que porta en sus ramas los escudos de armas de la arquitectura, la pintura y la escultura, quiebran las duelas de un tiesto que se ha quedado pequeño.
En la primera página, la silueta de una adolescente (obra de Josef Engelhart) personifica la primavera sagrada. Otros motivos primaverales son las figuras femeninas danzantes o soñadoras, las ramas en flor y los ornamentos florales de Koloman Moser, Josef Hoffmann, Joseph Maria Olbrich, Maximilian Lenz y otros. También debe incluirse a Gustav Klimt, que fue ilustrador de la revista por un corto periodo de tiempo. 
Cumplida su misión innovadora, a partir de 1900 la publicación fue pasando a un segundo plano. A partir del tercer año, se publicaría de forma semestral en lugar de mensual, y con una menor tirada.
Véase también La Revue Blanche, revista artística francesa de la época.